# Søndagsbarn (film)
Søndagsbarn er en svensk spillefilm fra 1992 skrevet af Ingmar Bergman og instrueret af hans søn Daniel. Ingmar baserede sit manuskript til Søndagsbarn på sin fars, præsten Erik Bergmans, liv.

## Handling
Ingmars far, som er præst, skal i sommeren 1926 til nabobyen Grånäs for at gæsteprædike og foreslår, at Ingmar tager med. De to har et noget kompliceret forhold. Også moderen og faderen har problemer. I 1968 besøger en nu midaldrende Ingmar sin far, som er gammel og svækket. Han ser tilbage på sit liv med nogen undren.

## Medvirkende (i udvalg)
- Thommy Berggren som Erik Bergman
- Lena Endre som Karin Bergman
- Malin Ek som Märta
- Marie Richardson som Marianne
- Irma Christenson som moster Emma
- Birgitta Valberg som mormor
- Börje Ahlstedt som morbror Carl
- Carl-Magnus Dellow som urmager
- Per Myrberg som Ingmar
- Halvar Björk som farbror Ericsson
- Bertil Norström som præst
- Lis Nilheim som præstens hustru
- Suzanne Ernrup som Helga Smed
- Melinda Kinnaman som blind pige